# 존호일건
존호일건(尊号一件)은 일본 에도 시대 후기에 조정과 에도 막부 사이에서 발생한 간인노미야 스케히토 친왕에 대한 존호 가상에 관한 분쟁 사건이다.

## 발단
제118대 고모모조노 천황이 후계자 없이 붕어하자 스케히토 친왕의 아들이 양자로 입적되어 즉위했는데 이가 고카쿠 천황이다. 고카쿠 천황은 고모모조노 천황의 7촌 종숙뻘이었고 친부 스케히토 친왕은 히가시야마 천황의 손자로 평범한 황자였다. 그런데 금중병공가제법도에 따르면 친왕의 서열은 섭가보다 낮았는데 고카쿠 천황은 아버지가 자신의 신하인 섭관가를 윗사람으로 섬겨야 하는 것에 불만을 가졌다. 하지만 금중병공가제법도는 막부의 초대 정이대장군 도쿠가와 이에야스가 정합 조법(祖法)이었기에 이를 개정하는 것은 막부의 위엄을 손상시킬 우려가 있어 거절할 것이 분명했다. 이에 고카쿠 천황은 아버지 스케히토 친왕에게 태상천황의 존호를 올리고자 했다.

## 경과
1788년(덴메이 8년) 공가의 나카야마 나루치카 등이 천황의 뜻을 막부에 전달했지만 로주 마쓰다이라 사다노부는 천황이 아니었던 자에게 태상천황의 존호를 부여하는 것은 전례가 없다는 이유로 반대했다. 마쓰다이라의 주장의 근거는 주자학이었는데 조정에서는 에도 이전의 옛 사례를 내세우며 대항하여 조정과 막부 간의 학문적 논쟁으로 발전했다. 1791년(간세이 3년) 12월 천황은 군의(群議)를 열어 참의 이상 40명의 공경 중 35명의 찬성을 얻어 아버지에게 존호를 올릴 것을 강행하기로 했다.

## 결말
전직 관백이자 스케히토 친왕의 동생인 다카쓰카사 스케히라는 이 사태를 우려했다. 스케히라는 이대로 가다간 조정과 막부의 전면적 대결을 초래하여 형인 스케히토 친왕의 신변에도 위험이 닥칠 수 있을 것을 걱정해 마쓰다이라에게 존호를 거절하는 대신 스케히토 친왕의 대우를 개선해줄 것을 요청했다. 마쓰다이라는 대정위임론을 근거로 천황을 대신하여 막부가 공가를 처분할 수 있다고 주장하며 나카야마나 오기마치 긴아키 등에게 처분을 내리고 규슈에서 활동하던 근왕가 다카야마 히코쿠로도 처벌했다. 다른 근왕가인 미토 도쿠가와가가 마쓰다이라를 지지하자 상황 고사쿠라마치 천황과 스케히라도 천황을 설득했고 결국 존호 가상을 포기했다. 그 대신 마쓰다이라는 친왕에게 석고 1,000석을 늘려주는 것으로 대우를 개선해줬다.
하지만 모리사다 친왕과 후시미노미야 사다후사 친왕처럼 천황이 아닌 자에게 태상천황의 존호를 부여했던 선례가 있었다. 이 사실을 마쓰다이라가 모르진 않았지만 해당 사건들은 조큐의 난이나 간노의 소란과 같은 비상 사태가 낳은 산물로 태평성대의 예시로는 어울리지 않는다고 생각했던 것이다. 마쓰다이라는 간세이 개혁을 통해 막번체제의 재건을 위해 힘썼고 그 사상적 근간인 주자학을 보호하기 위해 간세이 이학의 금(寛政異学の禁)이나 처사 횡의의 금(処士横断の禁)과 같은 정책을 펼치고 있었다. 주자학은 유교 중에서도 대의명분, 주군에의 충성, 군신 간의 예를 중히 여기는 학파로 특히 일본에서는 효 이상의 가치를 가지고 있었다. 따라서 이 문제는 충과 효의 충돌이며 양명학, 고학, 존왕론 등의 반 주자학적인 움직임(나아가서 막번체제에 반대하는 움직임)을 억압하기 위한 강경책을 채택한 것으로 볼 수 있는 것이다.
또한 같은 시기에 막부의 제11대 쇼군 도쿠가와 이에나리도 친부 도쿠가와 하루사다에게 오고쇼의 존호를 올리고자 했으나 마쓰다이라가 이를 반대한 일이 있었다. 마쓰다이라는 고산쿄의 일원으로 쇼군의 자리를 노릴 수 있었기에 하루사다에 의해 시라카와번으로 추방당한 적이 있었다. 이 때문에 마쓰다이라는 하루사다를 정적으로 여기게 되었는데 하루사다가 오고쇼의 존호를 받게 된다면 그가 권력을 장악할 우려가 있어 마쓰다이라는 이를 막아야 했으며 이의 연장선상에서 스케히토 친왕에게 태상천황 존호를 올리는 것에도 찬성할 수 없었던 것이다. 하지만 이 일로 마쓰다이라는 이에나리의 반감을 샀고 결국 마쓰다이라는 실각하게 된다.
덴메이 대화재 때 피해를 입은 교토 도성을 재건할 때 마쓰다이라는 재정 문제를 이유로 이를 반대했지만 조정이 이를 강행했고 결국 막부는 막대한 비용 지출을 하게 됐다. 이는 마쓰다이라가 조정을 불신하게 된 계기가 되었다고 알려져 있다.

## 그후
칙사로 에도성에 파견된 나카야마가 이에나리 앞에서 당당하게 항의했다는 전설이 있으며 이는 후세에 소설로도 다루어졌다. 이학의 금을 통해 사상 통제에 나섰던 마쓰다이라도 백성들 사이의 풍문에는 무관심했기에 굳이 이를 막지 않았다고 한다. 백성들에게도 엄격한 검약을 강조했던 마쓰다이라가 실각하자 나카야마의 전설은 더욱 퍼져나갔다. 이러한 소설에는 황당무계한 기술도 있었지만 당시의 조정이나 막부의 내정을 취재한 것으로 보이는 기술도 있다. 황통(皇統)이나 조정과 막부 간의 역사를 논하거나 스케히라 혹은 후임 로주인 마쓰다이라 노부아키라를 규탄하거나 마쓰다이라와 대립했다는 소문이 있는 오카야마번주 이케다 하루마사가 등장하거나 미토 도쿠가와가의 근왕적 움직임이 강조되는 등 당시조정과 막부의 실정을 담아서 다양한 전개를 이루어내고 있다. 다나카 도시다쓰에 의하면 이와 같은 이야기들은 이본을 포함하여 103종류의 작품이 현존한다.
마쓰다이라가 실각한 후에도 스케히토 친왕의 존호는 인정되지 않았지만 고카쿠 천황의 조카딸을 양자인 아리스가와노미야 쓰나히토 친왕에게 시집보내거나 황실이 간인노미야 가문(전술한 조카딸의 가문이다)에 경제적 지원을 해주는 문제에 대해 막부는 조건을 붙이긴 했으나 대부분 천황의 뜻을 따랐다. 천황도 양위 직전에 막부가 많은 신사(神事)와 공사(公事)의 재건에 협력해준 것에 감사해하며 이에나리에게 어의와 서한을 보내주었다. 이에 고카쿠 천황과 막부의 관계는 비교적 양호했다고 한다.
스케히토 친왕의 현손에 해당하는 메이지 천황 때인 1884년(메이지 17년) 게이코쿠 천황이라는 시호와 태상천황이라는 칭호를 올려졌다. 또한 같은 해에 나카야마에게도 종1위가 수여되었다(메이지 천황의 사친인 나카야마 요시코는 나카야마 나루치카의 현손이다. 따라서 천황은 나카야마의 후손이기도 하다).

## 같이 보기
- 존호
- 간세이 개혁
- 대정위임론
- 덴메이 대화재
- 대례의 의
- 대원군

### 내용주
1. ↑  다만, 마쓰다이라의 심복이었던 미즈노 다메나가가 풍설의 유포를 경계하는 진언을 올렸다는 기록이 있다.[1]

### 참조주
1. ↑  다나카, 2020년, P201.
2. ↑  다나카, 2020년, P202.
3. ↑  다나카, 2020년, P208-9·223-224.
4. ↑  다나카, 2020년, P219-220.
5. ↑  나가사카 요시히로 (2018년 2월 20일). 《近世の摂家と朝幕関係》 [근세의 섭가와 조막 관계]. 요시카와 홍문관. 172-179쪽.

## 참고 문헌
- 다나카 도시다쓰 「간세이 시기의 존호일건 풍설서의 전개」 『근세 구게 사회와 막부』 (요시카와 홍문관, 2020년) ISBN 978-4-642-04331-1:P200-227